# تن‌زیبایی‌شناسی
تن‌زیبایی‌شناسی (به انگلیسی: Somaesthetics) یک زمینه تحقیقاتی بین رشته‌ای است، که با هدف ترویج و ادغام رشته‌های نظری، تجربی و عملی مرتبط با ادراک بدنی، کارکرد داشته و مفاهیمی را ارائه می‌دهد.

## ریشه‌شناسی
اصطلاح «تن‌زیبایی‌شناسی» توسط فیلسوف پراگماتیست آمریکایی، ریچارد شوسترمن در سال ۱۹۹۶، از طریق ترکیب واژه «سوما» (soma)، یک عبارت برگرفته از کلمه یونانی برای بدن، و «زیبایی‌شناسی»، یک کلمه برگرفته از یونانی (aesthesis) به معنای «ادراک حسی» ابداع شد. شوسترمن در تعدادی از آثار خود گزارش داده‌است که سوما را به جای اصطلاحات آشناتر، برای جلوگیری از تداعی مشکل‌ساز واژه بدن (که می‌تواند یک چیز بی‌جان و بی‌ذهن باشد) و گوشت (که تنها قسمت‌های گوشتی بدن را مشخص می‌کند و به شدت با مفاهیم مسیحی گناه مرتبط است) به‌کار برده است و تأکید می‌کند که این پروژه به جای صرفاً یک بدن فیزیکی، به بدن زنده، حساس و هدفمند مربوط می‌شود. تن‌زیبایی‌شناسی «Somaesthetics» پروژه‌ای است برای قدردانی و پرورش بدن، نه تنها به‌عنوان یک شیء که زیبایی، تعالی، لطف و سایر ویژگی‌های زیبایی‌شناختی را به نمایش می‌گذارد، بلکه به‌عنوان ذهنیتی که این ویژگی‌ها را درک می‌کند و زیبایی‌شناسی همراه با لذت جسمی را تجربه می‌کند.

## پیدایش و توسعه
تن‌زیبایی‌شناسی در ابتدا از پروژه‌ای تحقیقاتی توسط ریچارد شوسترمن، در اواسط دهه ۱۹۹۰، و در پاسخ به آنچه که او تحولات مورد نیاز در دو شیوه اصلی تحقیق خود تلقی می‌کرد: زیبایی‌شناسی پراگماتیست و فلسفه به‌عنوان هنر تجسم‌یافته زندگی، نشأت گرفت. در حالی‌که به گفته شوسترمن، زیبایی‌شناسی پراگماتیست از مشارکت فعال‌تر و خلاقانه‌تر از زیبایی‌شناسی سنتی دفاع می‌کند، او معتقد بود که باید به این نکته نیز توجه داشت که کنش هنری، عملی و سیاسی به ابزار اولیه بشریت یعنی بدن نیاز دارد. به همین ترتیب، زندگی فلسفی را نیز می‌توان از طریق تسلط بیشتر بر سوما - وسیله‌ای برای زندگی - بهبود بخشید. او علاوه بر این از تقلیل زیبایی‌شناسی (و همچنین خود فلسفه) از «هنر اصیل زندگی، به یک رشته دانشگاهی تخصصی و جزئی» که به‌شدت به زیبایی و هنرهای زیبا می‌پردازد ابراز تأسف کرد. بنابراین شوسترمن برای احیای "ایده الکساندر گوتلیب باومگارتن در زیبایی‌شناسی به‌عنوان یک رشته شناختی بهبودبخش زندگی، که فراتر از مسائل زیبایی و هنرهای زیبا است و شامل تئوری و تمرین عملی است، و برای پایان دادن به غفلت از بدنی که باومگارتن به‌طرز فاجعه‌باری وارد زیبایی‌شناسی کرد، این ایده را مطرح کرد. او پیشنهاد کرد، پروژه تن‌زیبایی‌شناسی «سوما - بدن زنده، و هدفمند - را به‌عنوان وسیله‌ای ضروری برای همه ادراک بازگرداند». چنین افزایش آگاهی جسمانی نه‌تنها آفرینش هنری را افزایش می‌دهد، بلکه آگاهی ادراکی از معانی و احساساتی را افزایش می‌دهد که پتانسیل ارتقای تجربه روزمره را به هنر زندگی دارند.
شوسترمن سه بعد اساسی از حوزه نوظهور خود را این‌گونه پیشنهاد کرد:
- تن‌زیبایی‌شناسی تحلیلی، به‌عنوان تئوریک‌ترین این سه بعد، «ماهیت اساسی ادراکات و اعمال بدنی و همچنین کارکرد آن‌ها را در دانش و ساخت ما از واقعیت توصیف می‌کند».[۵]
- تن‌زیبایی‌شناسی عمل‌گرایانه، بعد تحلیلی را پیش‌فرض می‌گیرد و «از طریق پیشنهاد روش‌های خاص بهبود جسمانی و درگیر شدن در نقد تطبیقی آن‌ها، دارای ویژگی هنجاری و تجویزی مشخصی است».[۶]
- تن‌زیبایی‌شناسی عملی، بر روی تمرین مراقبت‌های جسمی «از طریق کار بدنی منظم و هوشمندانه با هدف خودسازی جسمی (در حالت نمایشی، تجربی یا اجرایی) تمرکز دارد.»[۷]

در طول دو دهه گذشته، تن‌زیبایی‌شناسی به یک تلاش بین رشته‌ای تبدیل شده‌است. در ابتدا توسط شوسترمن، و زیر چتر فلسفه، و حتی شاخه‌ای از زیبایی‌شناسی تصور شد، اما تن‌زیبایی‌شناسی به «میدانی باز برای تحقیقات مشارکتی، میان‌رشته‌ای و فرافرهنگی» با کاربردهایی از «هنر، طراحی محصول، و سیاست» به مد، سلامت، ورزش، هنرهای رزمی و استفاده از داروهای توهم‌زا در آموزش و پرورش، تبدیل شده‌است.